# 新埃爾韋西亞
新埃爾韋西亞是烏拉圭的城市，由科洛尼亞省負責管轄，位於該國西南部，距離首都蒙特維多120公里，始建於1862年4月24日，海拔高度23米，2004年人口10,002。

## 外部連結
- Information and photos of Nueva Helvecia in www.skyscrapercity.com （页面存档备份，存于）
- Nueva Helvecia in Swiss Info （页面存档备份，存于） - (Spanish)
- The Beer Festival of Nueva Helvecia, Viajando Por Uruguay （页面存档备份，存于）
- Guía turística de Colonia - (Spanish)
- INE map of Nueva Helvecia （页面存档备份，存于）